# Buddy Valastro
Buddy Valastro, pseudonimo di Bartolo Valastro Jr. (Hoboken, 3 marzo 1977), è un pasticciere e personaggio televisivo statunitense di origine italiana.
Soprannominato "Il boss delle torte", gestisce la pasticceria Carlo's Bake Shop dal 1994 e conduce dei programmi televisivi di pasticceria, spesso caratterizzati da toni divertenti. 
È noto al pubblico mondiale per il suo programma di successo Il boss delle torte, dedicato alla preparazione di torte-sculture. Ha creato altri show televisivi culinari: Cucina con Buddy (2011) e Il boss delle torte - La sfida (2010).

## Biografia
È nato il 3 marzo 1977 a Hoboken, nel New Jersey, da Buddy Valastro Sr. (1939-1994), di origini liparesi, e Maria "Mary" Tubito (1948-2017), originaria di Altamura, morta nel giugno 2017 a causa della SLA. All'età di 11 anni, inizia a lavorare nella pasticceria dei genitori e muove i primi passi nel mondo della pasticceria prendendo in gestione l'attività all'età di 17 anni, in seguito alla morte del padre.

## Carriera
Buddy è il proprietario della pasticceria e capo pasticcere della Carlo's Bake Shop. Grazie allo show Il boss delle torte, Valastro ha aperto altre diciassette pasticcerie. Nel gennaio 2012, la città di Hoboken ha voluto ringraziare Buddy e il giornale The Hudson Reporter l'ha inserito tra le 50 persone più influenti della Contea di Hudson.
La pasticceria Da Carlo ha sette sedi nello stato del New Jersey: Hoboken, Marlton, Morristown, Red Bank, Ridgewood, Wayne e Westfield. Fuori dal New Jersey, Buddy ha aperto delle pasticcerie a Filadelfia, Bethlehem (Pennsylvania), Westbury, New York, Orlando (Florida), Frisco (Texas), Dallas, The Woodlands, San Paolo (Brasile), Uncasville e Las Vegas. 
La sede amministrativa delle pasticcerie Da Carlo è situata a Lackawanna, vicino a Jersey City.

## Vita privata
Buddy vive nel New Jersey con la sua famiglia. È sposato con Elisabetta "Lisa" Belgiovine, dalla quale ha avuto quattro figli: Sofia (nata nel 2003), Bartolo III "Buddy Junior" (nato nel 2004), Marco (nato nel 2007) e Carlo (nato nel 2011). Ha quattro sorelle (Grace, Mary, Madeline e Lisa) che lavorano nella pasticceria Carlo's Bakery e un patrigno, Sergio.

## Filmografia

### Programmi televisivi
- Food Network Challenge (2007)
- Il boss delle torte - (2009-2020)
- Cucina con Buddy - (2011-2012)
- Il boss delle torte - La sfida (2010-2014)
- Buddy's Bakery Rescue (2013-2014)
- Bake Off Italia - Dolci in forno (2014), episodio 12
- Junior Bake Off Italia (2015-2020), camei vari
- The Celebrity Apprentice (2015; un episodio)
- Batalha dos Confeiteiros (2015-2018)
- Buddy's Family Vacation (2016)
- Bakers Vs. Fakers (2016)
- Dancing Brasil (2017; un episodio)
- Cattivissimi amici (2018; un episodio)
- Buddy Vs. Duff (2019)
- Bake You Rich (2019)